# Amphineurus tenuipollex
Amphineurus tenuipollex là một loài ruồi trong họ Limoniidae. Chúng phân bố ở miền Australasia.